# Défiscalisation en France
Le terme de défiscalisation désigne l'essentiel des dispositions légales prises pour diminuer son niveau d'impôt sur le revenu ou d'ISF. Ces lois encouragent l'investissement dans différents domaines tels que l'immobilier, l'art ou les forêts.

## Contexte
Dans le contexte européen, les lois de défiscalisation ne peuvent voir leur portée limitée par les frontières de deux États membres si cela entraîne des distorsions de concurrence ou nuit à la liberté de circuler et séjourner dans un autre État membre.
En mai 2015, l'institut de sondage Harris Interactive publiait les résultats d'une enquête indiquant que 67 % des Français connaissaient l'investissement locatif et 45 % imaginaient investir dans l'immobilier locatif afin de défiscaliser,.

## Défiscalisation immobilière
Les lois de défiscalisation concernant l'immobilier sont les plus connues, et notamment :
- Loi Girardin du 21 juillet 2003 au 31 décembre 2012
- Loi Duflot du 18 janvier 2013 au 31 août 2014.
- Dispositif Pinel depuis le 1er janvier 2015
- Loi Pons (1986) concernant les DOM-TOM.
- Loi Malraux depuis le 4 août 1962
- Loi Besson
- Loi Robien du 1er janvier 2003 au 31 décembre 2008
- Loi Scellier du 1er janvier 2009 au 31 décembre 2012
- Loi Borloo depuis le 1er août 2003
- Loi Demessine (ZRR) du 1er janvier 1999 au 31 décembre 2010
- Monuments historiques
- Statut de loueur de meublé professionnel (LMP)
- EHPAD (établissement d'hébergement des personnes âgées dépendantes)
- Déficit foncier
- Loi Aubry.

## Autres formes de défiscalisation
La souscription dans certains fonds permet aussi de défiscaliser l'IR, l'IS ou l'ISF:
- FIP
- Loi de programme pour l'outre-mer
- PER (Plan Epargne Retraite)
- Groupement forestier : GFF ET GFI